# Carlo Turano
(Carlo Turano durante un discorso programmatico pronunciato a seguito della sua elezione a sindaco di Cotrone il 15 novembre 1892)
Carlo Gennaro Francesco Turano (Crotone, 1º gennaio 1864 – Crotone, 23 febbraio 1926) è stato un avvocato e politico italiano. Sindaco di Crotone per diversi mandati, fu un personaggio politico molto attento a tutte le problematiche connesse alla questione meridionale. Il suo nome è legato soprattutto all'istituzione della Società Anonima di Credito nel 1886 (in seguito nota come Banca Popolare di Crotone), di cui Turano fu uno dei principali membri del consiglio di amministrazione.

## Biografia
Figlio di Francesco Turano ed Erminia Martino, intraprese gli studi secondari a Reggio Calabria per poi iscriversi alla Facoltà di Giurisprudenza dell'Università Federico II di Napoli, conseguendo la laurea e superando gli esami di idoneità notarile presso la Corte d'appello di Catanzaro nel dicembre 1889.
Nel luglio 1891 fondò la rivista Il Popolo, settimanale di ispirazione socialista, di cui ne fu anche direttore editoriale.
Il 2 novembre 1892 venne eletto sindaco di Crotone (e in seguito, anche consigliere provinciale), dove illustrò il suo programma di sviluppo del territorio crotonese, che comprendeva soprattutto la realizzazione di un acquedotto cittadino e di una riforma sul fisco a livello locale. Sposò nello stesso anno donna Aurelia Macry, pianista e arpista, dalla quale poi ebbe tre figli: Francesco (morto tragicamente a Napoli a soli 18 anni durante i suoi studi universitari), Federico e Luigi (che si distinsero rispettivamente negli studi giuridici e medico-radiologici).
Membro della Massoneria, fu maestro venerabile nella locale loggia crotonese, fondata tra il 1895 e il 1896.
Morì a Crotone il 23 febbraio 1926.